# Lijst van amfibieën in Suriname
Onderstaande lijst van amfibieën in Suriname bestaat uit een totaal van 125 soorten die in Suriname voorkomen, en onderverdeeld zijn in twee ordes: de  wormsalamanders (Gymnophiona) en de kikkers (Anura). Deze lijst is ontleend aan de databank Amphibian Species of the World.

## Wormsalamanders (Gymnophiona)

### Caeciliidae
Orde: Gymnophiona. 
Familie: Caeciliidae
- Caecilia albiventris Daudin, 1803
- Caecilia gracilis Shaw, 1802

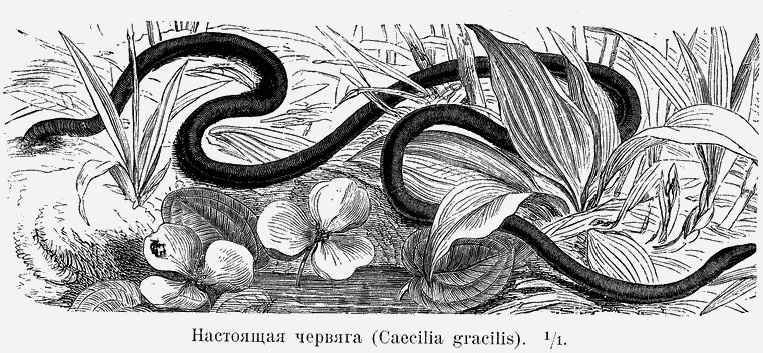
Caecilia gracilis

- Caecilia tentaculata Linnaeus, 1758

### Rhinatrematidae
Orde: Gymnophiona. 
Familie: Rhinatrematidae
- Rhinatrema bivittatum (Guérin-Méneville, 1838)
- Rhinatrema shiv Gower, Wilkinson, Sherratt, & Kok, 2010

### Siphonopidae
Orde: Gymnophiona. 
Familie: Siphonopidae

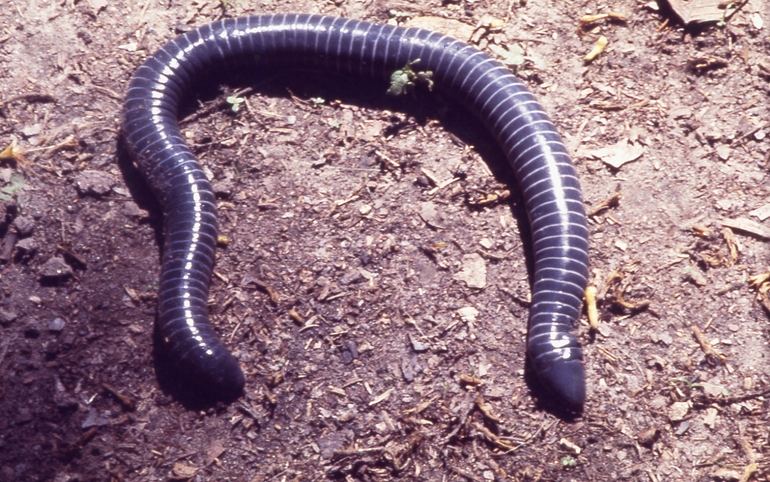
Siphonops annulatus

- Microcaecilia grandis Wilkinson, Nussbaum, & Hoogmoed, 2010
- Microcaecilia rabei (Roze & Solano, 1963)
- Microcaecilia taylori Nussbaum & Hoogmoed, 1979
- Microcaecilia unicolor (Duméril, 1863)
- Siphonops annulatus (Mikan, 1820)

### Typhlonectidae
Orde: Gymnophiona. 
Familie: Typhlonectidae

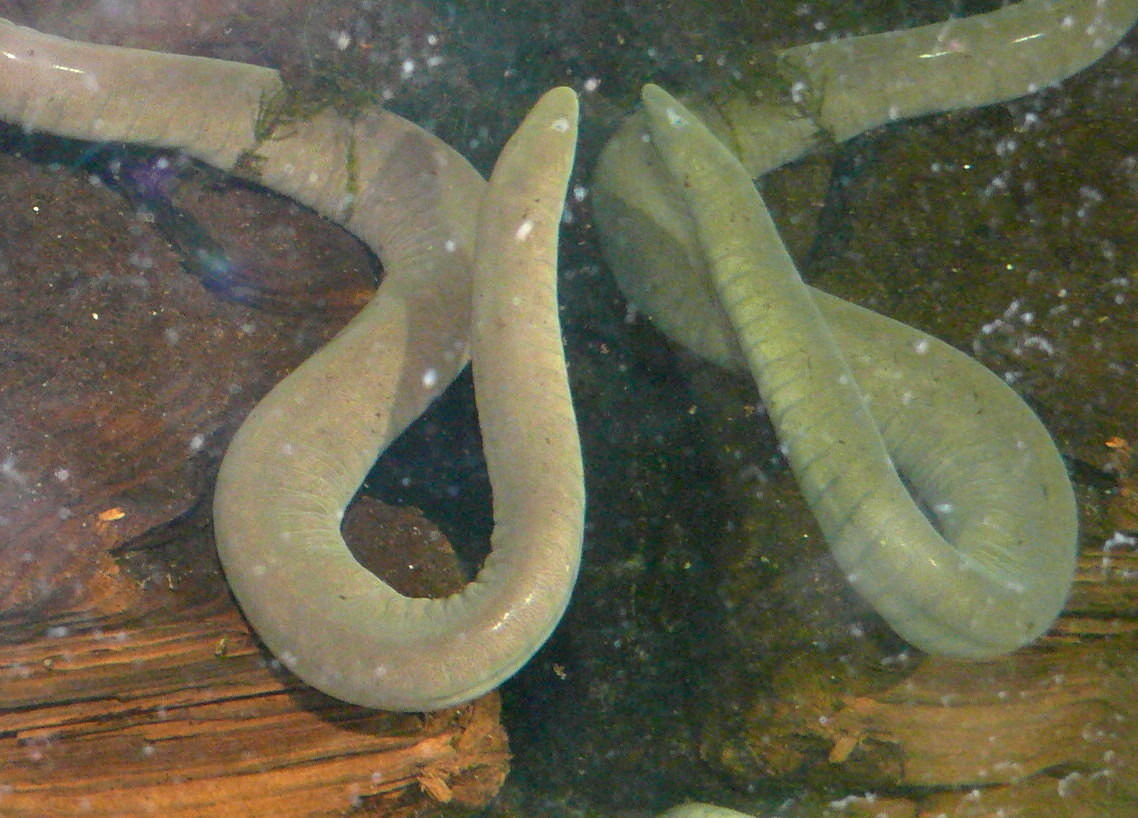
Typhlonectes compressicauda

- Potamotyphlus kaupii (Berthold, 1859)
- Typhlonectes compressicauda (Duméril & Bibron, 1841)

## Kikkers (Anura)

### Allophrynidae
Orde: Anura. 
Familie: Allophrynidae
- Allophryne ruthveni Gaige, 1926

### Aromobatidae
Orde: Anura. 
Familie: Aromobatidae

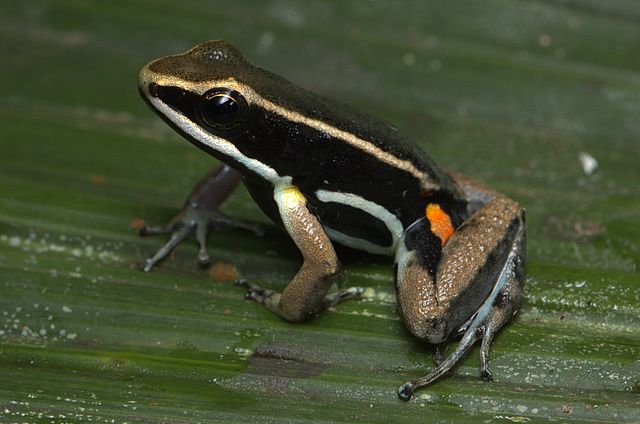
Allobates femoralis

- Allobates femoralis (Boulenger, 1884)
- Allobates granti (Kok, MacCulloch, Gaucher, Poelman, Bourne, Lathrop, & Lenglet, 2006)
- Anomaloglossus baeobatrachus (Boistel & Massary, 1999)
- Anomaloglossus degranvillei (Lescure, 1975)
- Anomaloglossus leopardus Ouboter & Jairam, 2012
- Anomaloglossus stepheni (Martins, 1989)
- Anomaloglossus surinamensis  Ouboter & Jairam, 2012

### Bufonidae
Orde: Anura. 
Familie: Bufonidae

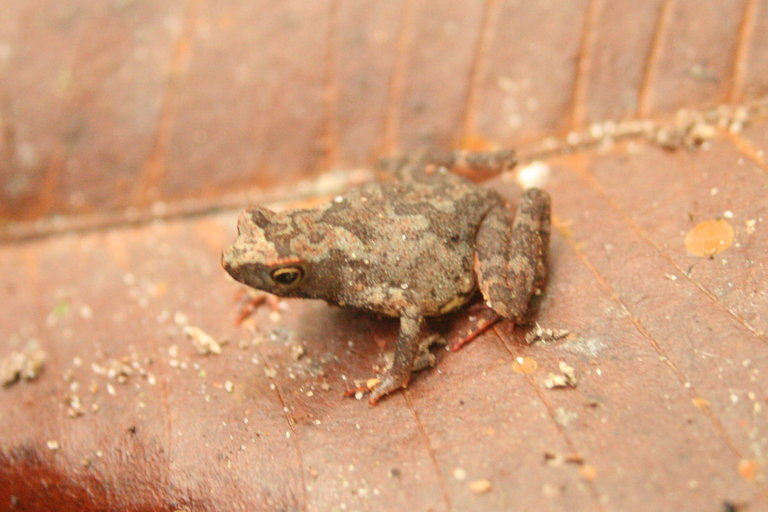
Amazophrynella minuta

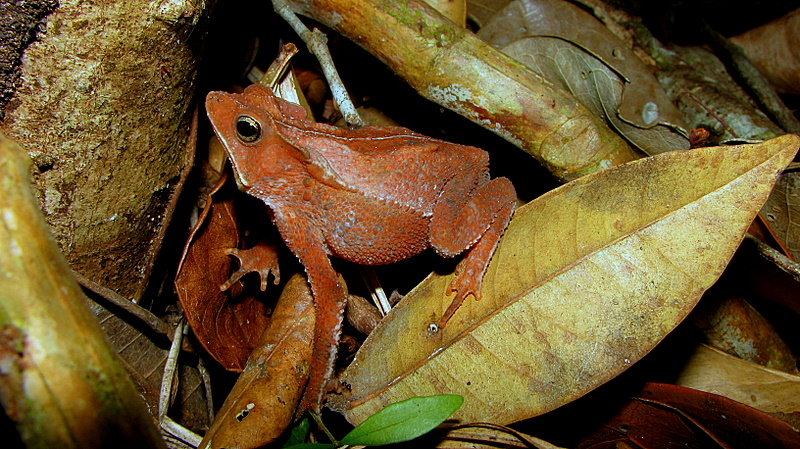
Rhinella margaritifera

- Amazophrynella minuta (Melin, 1941)
- Atelopus hoogmoedi Lescure, 1974
- Rhaebo guttatus (Schneider, 1799)
- Rhinella humboldti (Gallardo, 1965)
- Rhinella margaritifera (Laurenti, 1768)
- Rhinella marina (Linnaeus, 1758)
- Rhinella martyi Fouquet, Gaucher, Blanc, & Vélez-Rodriguez, 2007
- Rhinella merianae (Gallardo, 1965)

### Centrolenidae
Orde: Anura. 
Familie: Centrolenidae
- Cochranella geijskesi (Goin, 1966)
- Hyalinobatrachium cappellei Van Lidth de Jeude, 1904
- Hyalinobatrachium iaspidiense (Ayarzagüena, 1992)
- Hyalinobatrachium taylori (Goin, 1968)
- Vitreorana ritae (Lutz, 1952)

### Ceratophryidae
Orde: Anura. 
Familie: Ceratophryidae
- Ceratophrys cornuta (Linnaeus, 1758)

### Craugastoridae
Orde: Anura. 
Familie: Craugastoridae

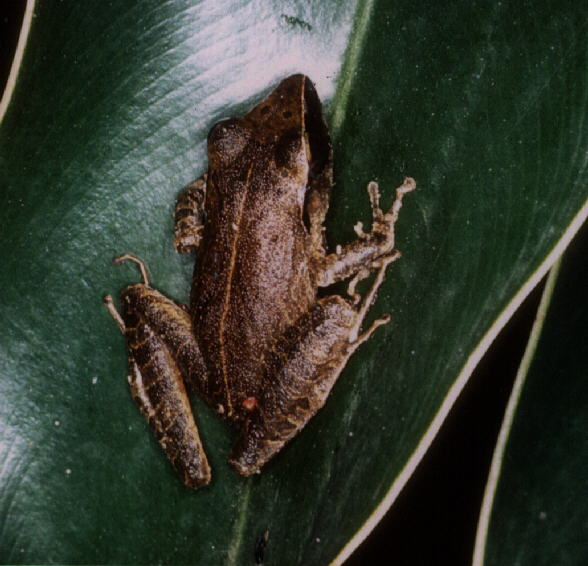
Pristimantis gutturalis

- Pristimantis chiastonotus (Lynch & Hoogmoed, 1977)
- Pristimantis espedeus Fouquet, Martinez, Courtois, Dewynter, Pineau, Gaucher, Blanc, Marty, & Kok, 2013
- Pristimantis gutturalis (Hoogmoed, Lynch, & Lescure, 1977)
- Pristimantis inguinalis (Parker, 1940)
- Pristimantis marmoratus (Boulenger, 1900)
- Pristimantis zeuctotylus (Lynch & Hoogmoed, 1977)

### Dendrobatidae
Orde: Anura. 
Familie: Dendrobatidae
- Ameerega hahneli (Boulenger, 1884)
- Ameerega trivittata (Spix, 1824)

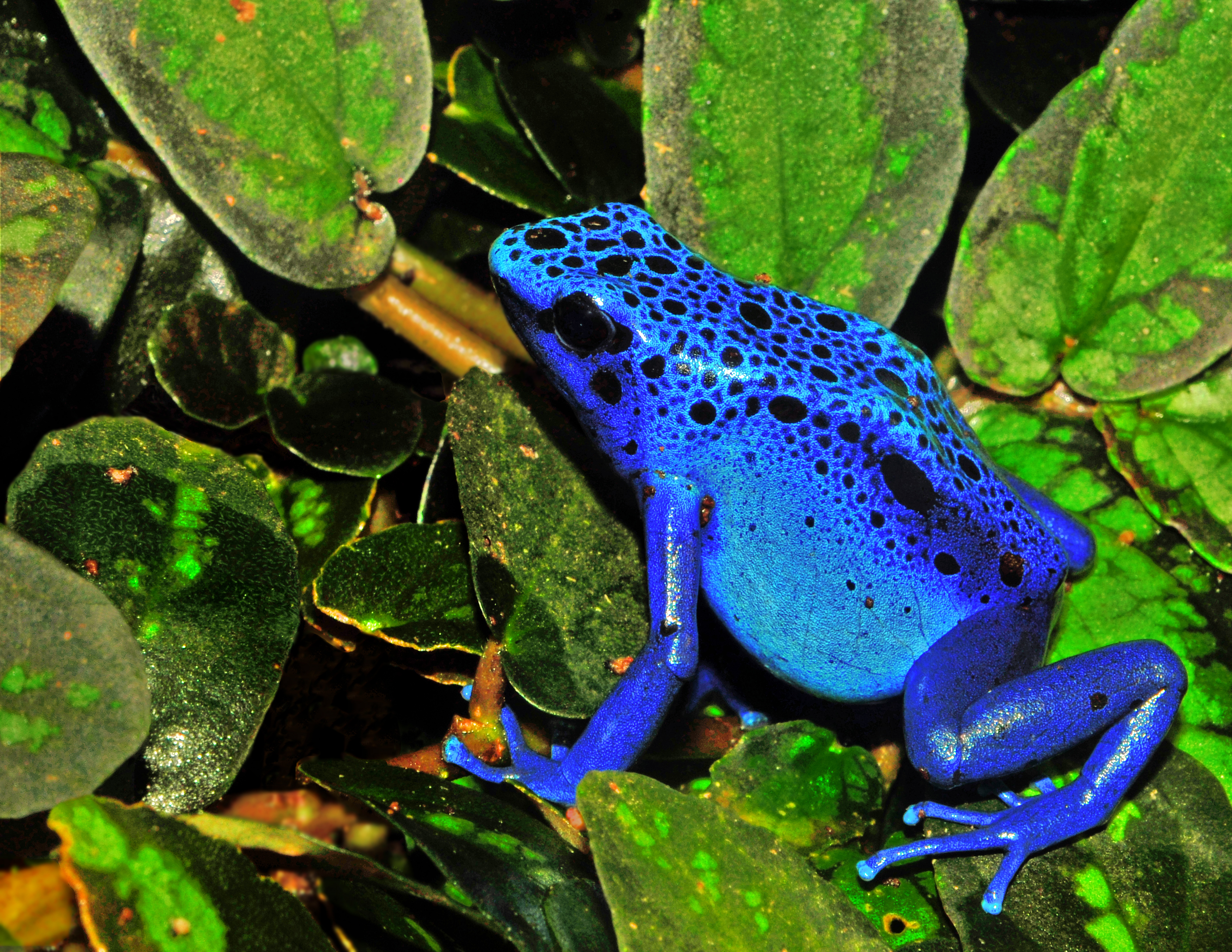
Dendrobates tinctorius

- Dendrobates tinctorius (Cuvier, 1797)

### Eleutherodactylidae
Orde: Anura. 
Familie: Eleutherodactylidae

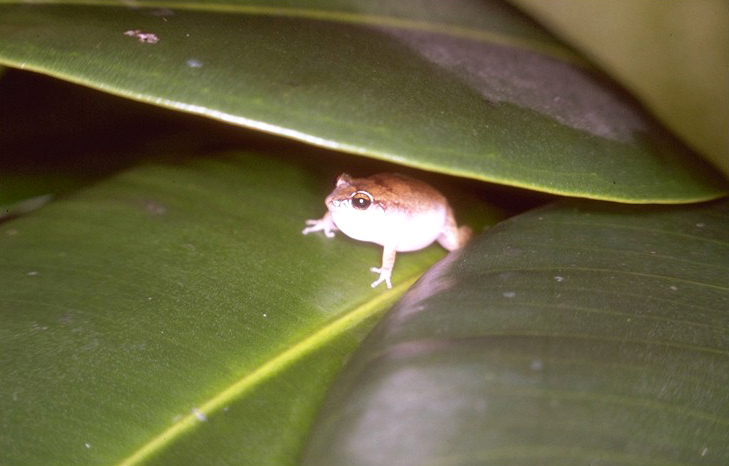
Eleutherodactylus johnstonei

- Eleutherodactylus johnstonei Barbour, 1914
- Eleutherodactylus planirostris (Cope, 1862)
- Adelophryne gutturosa Hoogmoed & Lescure, 1984

### Hylidae
Orde: Anura. 
Familie: Hylidae

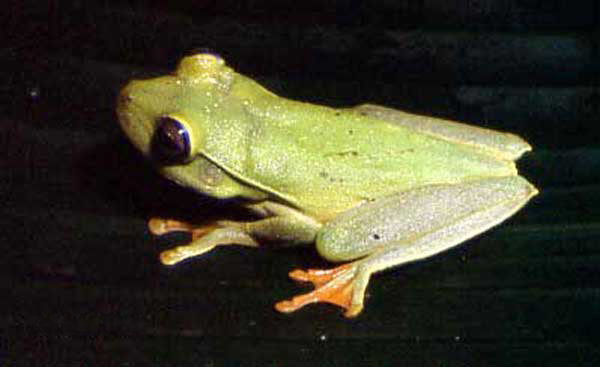
Hypsiboas albomarginatus

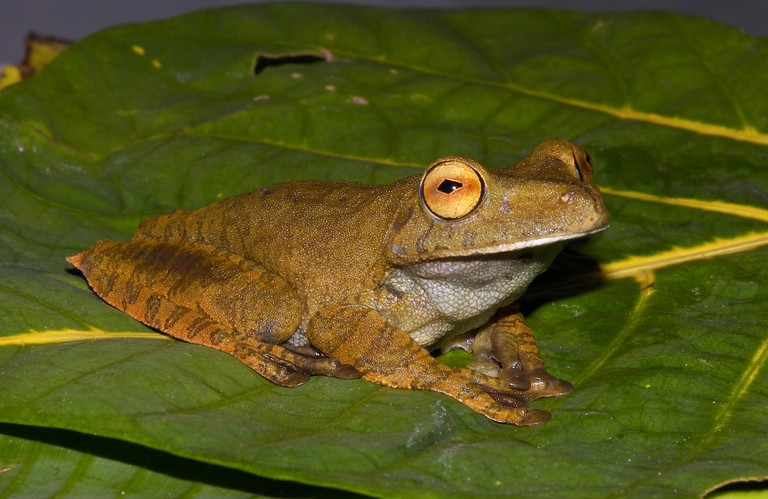
Hypsiboas boans

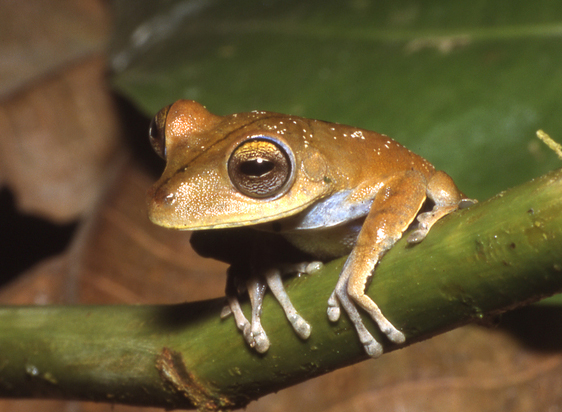
Hypsiboas calcaratus

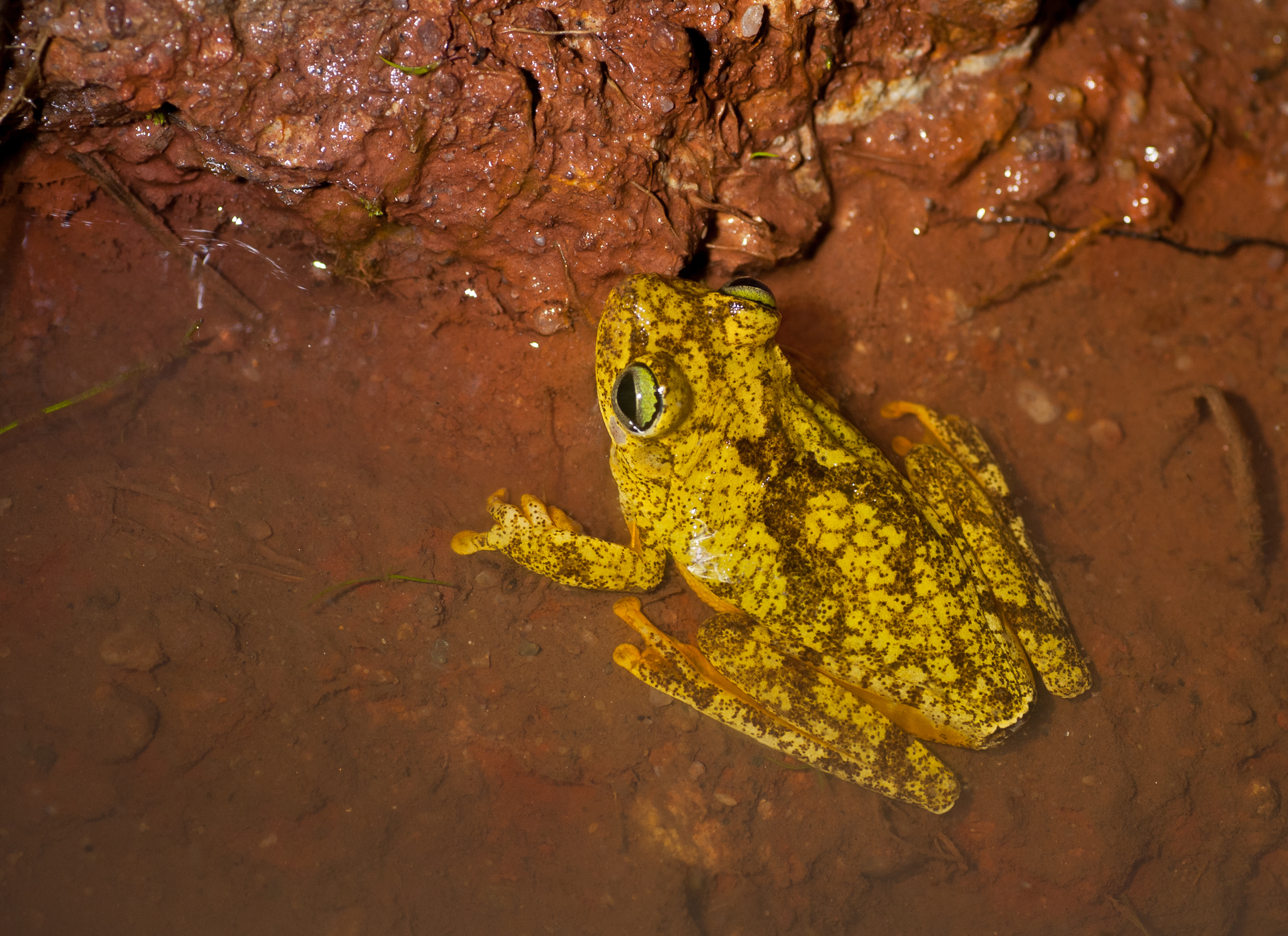
Hypsiboas crepitans

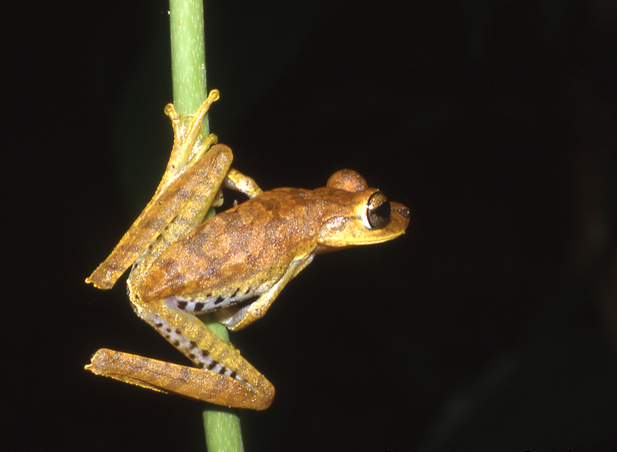
Hypsiboas fasciatus

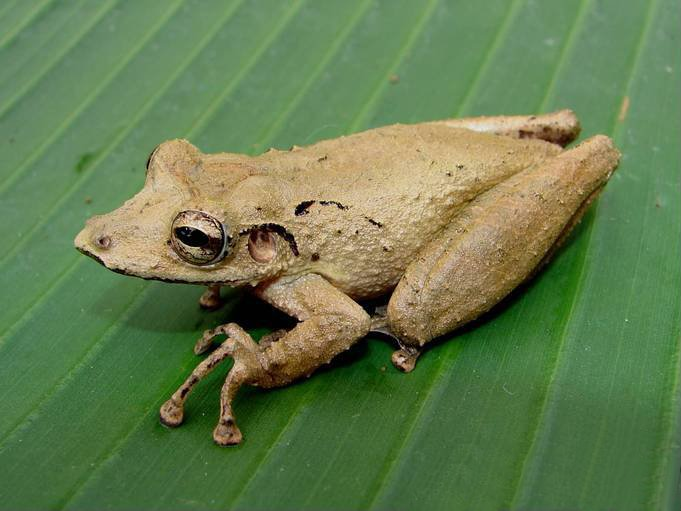
Scinax rostratus

- Dendropsophus brevifrons (Duellman & Crump, 1974)
- Dendropsophus gaucheri (Lescure & Marty, 2000)
- Dendropsophus grandisonae (Goin, 1966)
- Dendropsophus leucophyllatus (Beireis, 1783)
- Dendropsophus luteoocellatus (Roux, 1927)
- Dendropsophus marmoratus (Laurenti, 1768)
- Dendropsophus melanargyreus (Cope, 1887)
- Dendropsophus microcephalus (Cope, 1886)
- Dendropsophus minusculus (Rivero, 1971)
- Dendropsophus minutus (Peters, 1872)
- Dendropsophus nanus (Boulenger, 1889)
- Hypsiboas albomarginatus (Spix, 1824)
- Hypsiboas boans (Linnaeus, 1758)
- Hypsiboas calcaratus (Troschel, 1848)
- Hypsiboas cinerascens (Spix, 1824)
- Hypsiboas crepitans (Wied-Neuwied, 1824)
- Hypsiboas fasciatus (Günther, 1858)
- Hypsiboas fuentei (Goin & Goin, 1968)
- Hypsiboas geographicus (Spix, 1824)
- Hypsiboas multifasciatus (Günther, 1859)
- Hypsiboas ornatissimus (Noble, 1923)
- Hypsiboas punctatus (Schneider, 1799)
- Osteocephalus buckleyi (Boulenger, 1882)
- Osteocephalus cabrerai (Cochran & Goin, 1970)
- Osteocephalus leprieurii (Duméril & Bibron, 1841)
- Osteocephalus oophagus Jungfer & Schiesari, 1995
- Osteocephalus taurinus Steindachner, 1862
- Pseudis paradoxa (Linnaeus, 1758)
- Scinax boesemani (Goin, 1966)
- Scinax fuscomarginatus (Lutz, 1925)
- Scinax nebulosus (Spix, 1824)
- Scinax proboscideus (Brongersma, 1933)
- Scinax rostratus (Peters, 1863)
- Scinax ruber (Laurenti, 1768)
- Scinax x-signatus (Spix, 1824)
- Sphaenorhynchus lacteus (Daudin, 1800)
- Trachycephalus coriaceus (Peters, 1867)
- Trachycephalus hadroceps (Duellman & Hoogmoed, 1992)
- Trachycephalus resinifictrix (Goeldi, 1907)
- Trachycephalus typhonius (Linnaeus, 1758)
- Phyllomedusa bicolor (Boddaert, 1772)
- Phyllomedusa hypochondrialis (Daudin, 1800)
- Phyllomedusa tomopterna (Cope, 1868)
- Phyllomedusa vaillantii Boulenger, 1882

### Leptodactylidae
Orde: Anura. 
Familie: Leptodactylidae

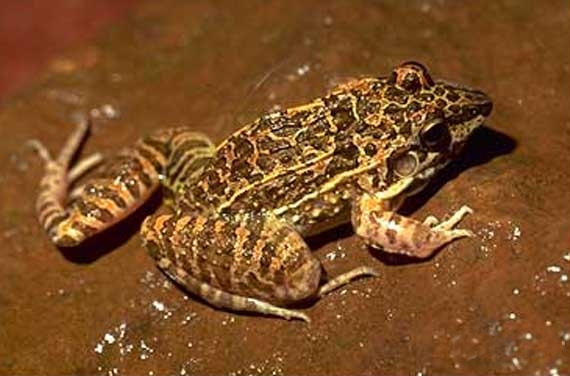
Leptodactylus fuscus

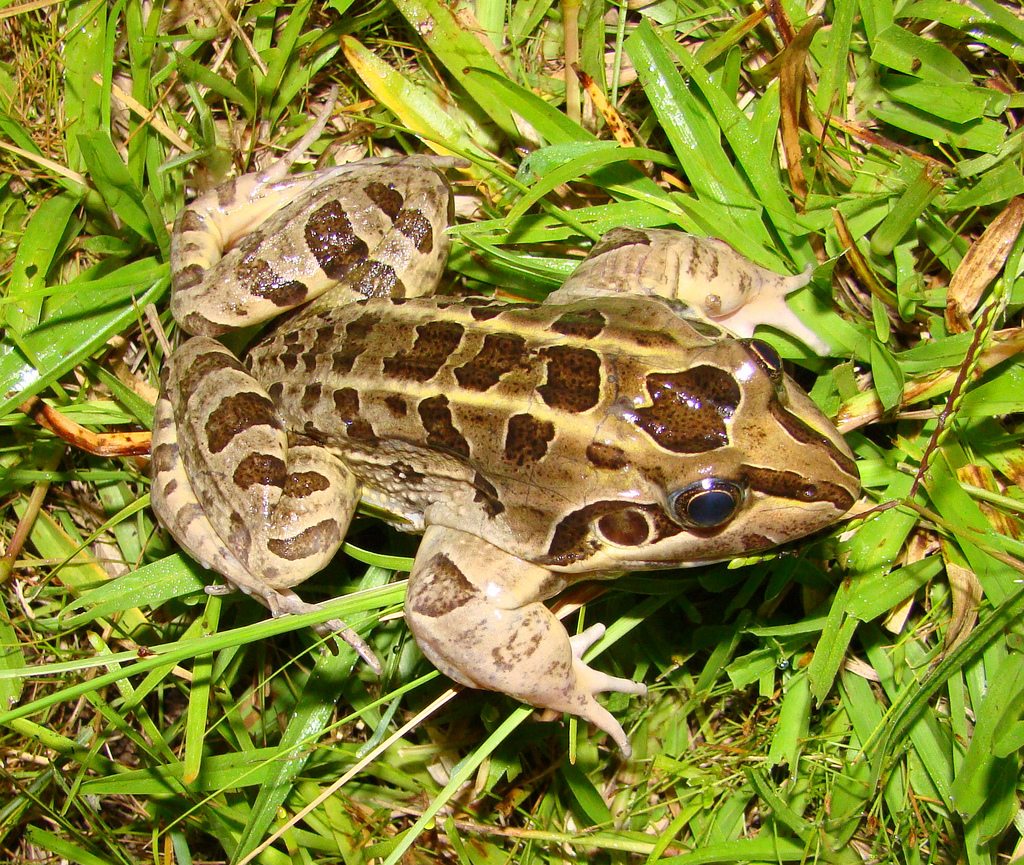
Leptodactylus latrans

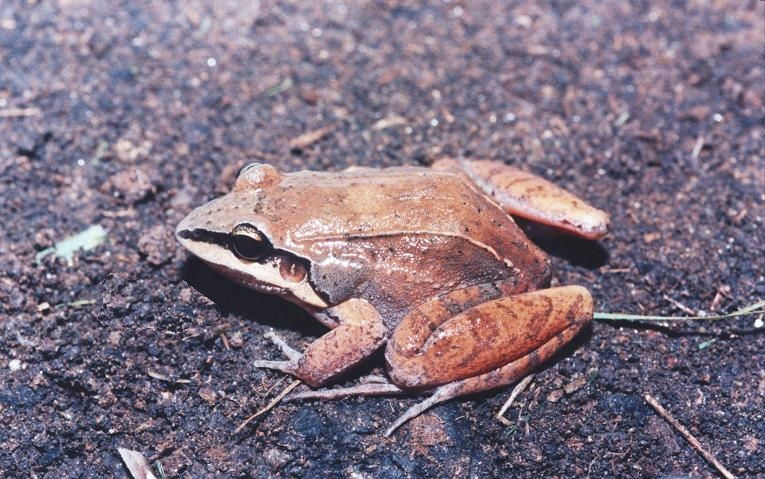
Leptodactylus mystaceus

- Engystomops freibergi (Donoso-Barros, 1969)
- Engystomops petersi Jiménez de la Espada, 1872
- Physalaemus ephippifer (Steindachner, 1864)
- Pseudopaludicola boliviana Parker, 1927
- Adenomera andreae (Müller, 1923)
- Adenomera heyeri Boistel, Massary, & Angulo, 2006
- Adenomera hylaedactyla (Cope, 1868)
- Hydrolaetare schmidti (Cochran & Goin, 1959)
- Leptodactylus fuscus (Schneider, 1799)
- Leptodactylus guianensis Heyer & de Sá, 2011
- Leptodactylus knudseni Heyer, 1972
- Leptodactylus latrans (Steffen, 1815)
- Leptodactylus leptodactyloides (Andersson, 1945)
- Leptodactylus longirostris Boulenger, 1882
- Leptodactylus macrosternum Miranda-Ribeiro, 1926
- Leptodactylus myersi Heyer, 1995
- Leptodactylus mystaceus (Spix, 1824)
- Leptodactylus pentadactylus (Laurenti, 1768)
- Leptodactylus petersii (Steindachner, 1864)
- Leptodactylus rhodomystax Boulenger, 1884
- Leptodactylus stenodema Jiménez de la Espada, 1875
- Leptodactylus validus Garman, 1888
- Lithodytes lineatus (Schneider, 1799)

### Microhylidae
Orde: Anura. 
Familie: Microhylidae
- Chiasmocleis hudsoni Parker, 1940

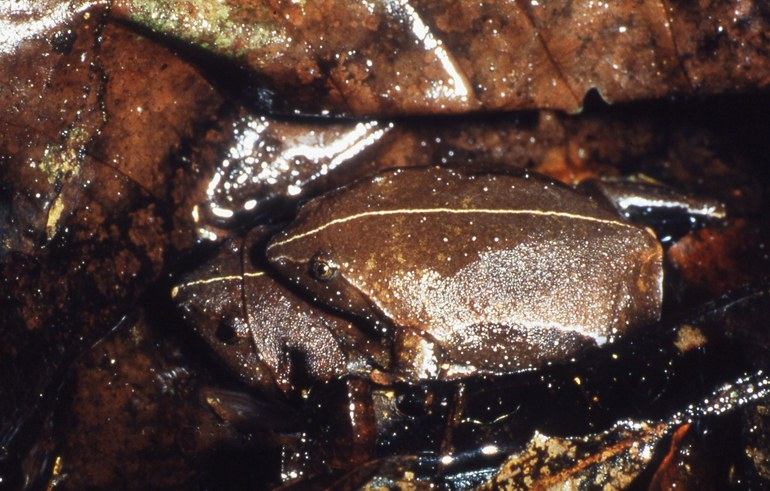
Ctenophryne geayi

- Chiasmocleis shudikarensis Dunn, 1949
- Ctenophryne geayi Mocquard, 1904
- Elachistocleis surinamensis (Daudin, 1802)
- Hamptophryne boliviana (Parker, 1927)
- Otophryne pyburni  Campbell & Clarke, 1998
- Synapturanus mirandaribeiroi Nelson & Lescure, 1975

### Pipidae

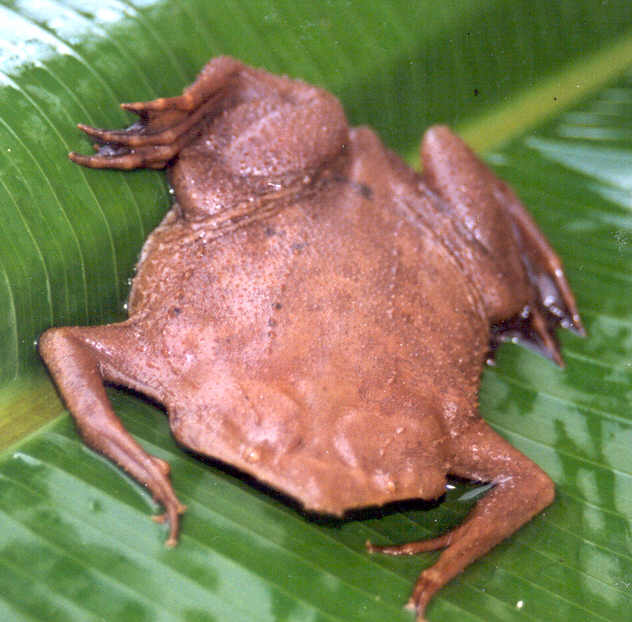
Pipa pipa

Orde: Anura. 
Familie: Pipidae
- Pipa arrabali Izecksohn, 1976
- Pipa aspera Müller, 1924
- Pipa pipa (Linnaeus, 1758)
- Pipa snethlageae Müller, 1914

### Ranidae
Orde: Anura. 
Familie: Ranidae
- Lithobates palmipes (Spix, 1824)